# 连体泳衣

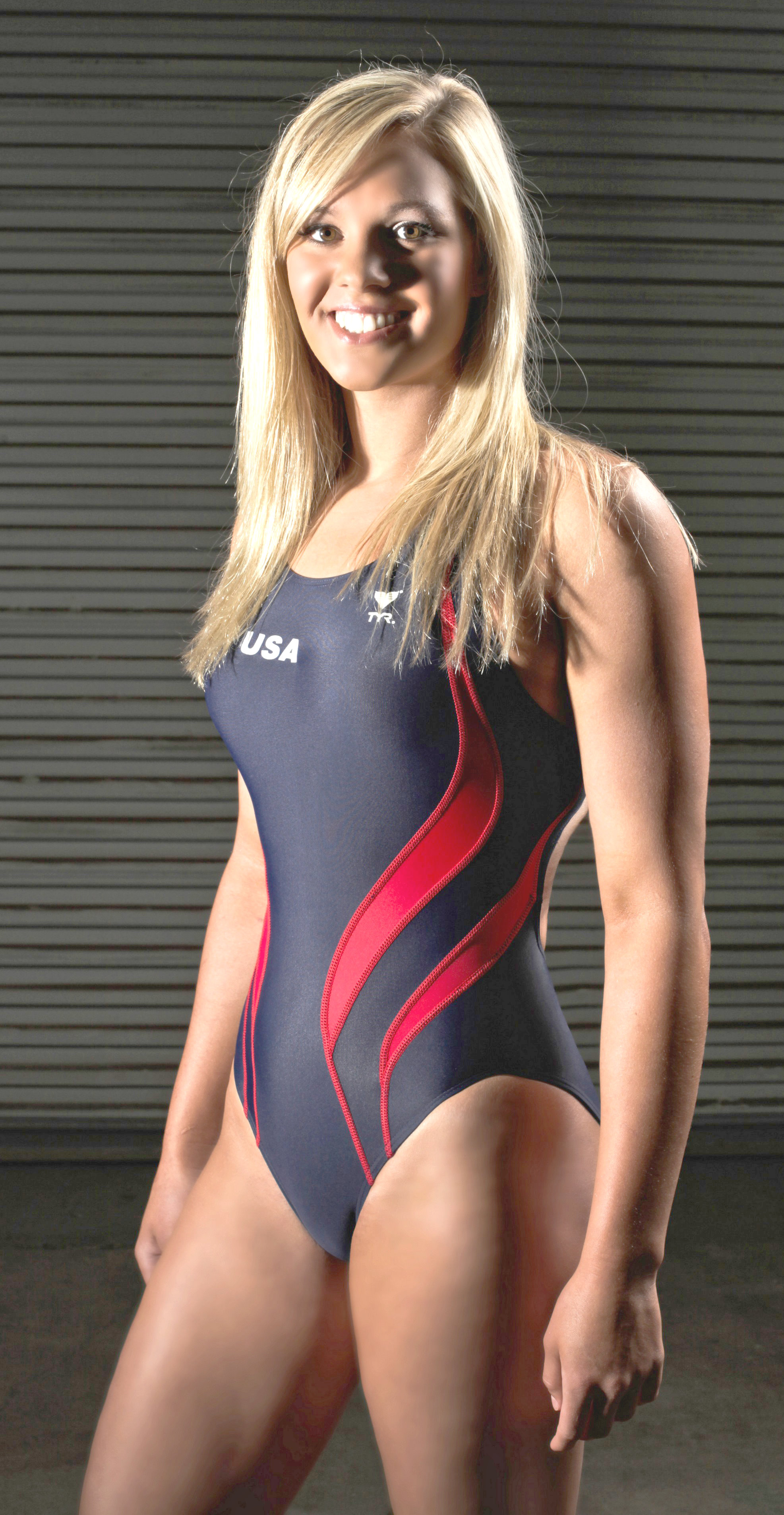
美国女子游泳運動員克洛伊·萨顿穿连体泳衣

连体泳衣，香港称一件头泳衣，是女性游泳和日光浴的紧身服饰，包裹女性的躯干。有女性认为，穿着连体泳衣比两件式的比基尼较为谦虚。比基尼等两件式泳衣流行前，几乎所有女式泳衣都是连体的，男式泳衣与其类似。常见的连体泳衣有运动装和迈洛（Maillot），类似无袖紧身衣或连体衣。衍生品种有露背装、深V装、法衣和无肩带胸罩装。
目前，运动泳衣的款式各种各样。还有一种创新品种表面上看类似于弹力紧身衣和紧身潜水衣。尽管覆盖着整个躯干、手臂和大腿，但其功能并不谦虚，仅用以减少专业游泳者对水的摩擦。表层采用条纹工艺织物的设计，用水切割，称为鲨鱼皮。
在兩件式泳衣和比基尼流行之前，幾乎所有女式泳衣都至少完全覆蓋穿著者的軀幹，男士泳衣也穿著類似的泳衣。雖然自 20 世紀 60 年代以來比基尼越來越受到人們的歡迎，但連身泳衣至今仍在海灘上佔有一席之地。